# دانييل ميلر (ملحن)
دانييل ميلر (بالإنجليزية: Daniel Miller )‏ (و. 1951  م) هو منتج أسطوانات، وملحن، ومنتج بضائع بريطاني، ولد في لندن، يستخدم آلات سنثسيزر، بدأ مشواره المهني سنة 1978.

## جوائز
حصل على جوائز منها:
- Człowiek ze Złotym Uchem  [لغات أخرى]‏.

## وصلات خارجية
- دانييل ميلر على موقع IMDb (الإنجليزية)
- دانييل ميلر على موقع ميوزك برينز (الإنجليزية)
- دانييل ميلر على موقع أول ميوزيك (الإنجليزية)
- دانييل ميلر على موقع ديسكوغز (الإنجليزية)
- دانييل ميلر على موقع قاعدة بيانات الفيلم (الإنجليزية)
- دانييل ميلر على موقع كينوبويسك (الروسية)

- دانييل ميلر في قاعدة بيانات الأفلام على الإنترنت